# Movimiento Independiente Regionalista Agrario y Social
El Movimiento Independiente Regionalista Agrario y Social (MIRAS) —denominado en algunas fuentes como Movimiento Independiente Regionalista Agrario Verde (MIRAV)— fue un partido político de Chile de ideología regionalista. Fue fundado en 2015 y estuvo legalmente reconocido por el Servicio Electoral hasta abril de 2017.

## Historia
La colectividad fue creada por la diputada independiente Alejandra Sepúlveda, con el respaldo de los exdiputados Esteban Valenzuela y Aníbal Pérez. La idea surgió tras un encuentro realizado el 12 de junio de 2015 en la Región de O'Higgins, donde se reunieron varios dirigentes molestos con el accionar de los partidos políticos tradicionales. Allí se definió inscribir el MIRAS como el primer paso para la fundación de varios partidos en regiones que se unirían a una "federación de partidos regionalistas" pensando en las próximas elecciones parlamentarias que ya no contarán con el sistema binominal.
Los trámites de constitución del partido comenzaron en el mes de julio, cuando su acta fue publicada en el Diario Oficial. El partido anunció que presentará candidaturas a alcaldes y concejales en las elecciones municipales de 2016, integrando el pacto Alternativa Democrática.
El 2 de febrero de 2016 el partido fue inscrito oficialmente en el Registro de Partidos Políticos, siendo reconocido por el Servicio Electoral. En enero de 2017 el partido acordó fusionarse con Frente Regional y Popular, Fuerza Regional Norte Verde y Somos Aysén para constituir la Federación Regionalista Verde Social (FREVS). El partido fue disuelto oficialmente el 25 de abril de 2017 al ser legalizada la FREVS.

## Resultados electorales

### Elecciones municipales
|  | 0,19 % |

|  | 0,41 % |

Nota: Los resultados de la elección de concejales de 2016 incluye a los independientes apoyados por el partido dentro del pacto «Alternativa Democrática».